# ポツダム市電
ポツダム市電（ドイツ語: Straßenbahn Potsdam）は、ドイツの都市・ポツダム市内に路線網を有する路面電車。19世紀末に開通した馬車鉄道をルーツに持つ長い歴史を持つ路線で、2021年現在はポツダム市内で公共交通機関を運営するポツダム交通会社（Verkehrsbetrieb in Potsdam、ViP）によって運営されている。

## 歴史
ポツダム市内における最初の軌道交通は1880年5月に開通した、ベルリンに本社を置く企業によって建設・運営が実施された馬車鉄道だった。同年には他の企業が敷設した馬車鉄道の路線も開通し、以降はポツダム駅へ接続する路線を含め積極的な路線の延伸が行われた。その一方、1890年代以降、ポツダム市ではこれらの路線を電化し路面電車路線とする計画が進み、1904年に私鉄路線の公営化（ポツダム市による運営）が行われた後、1907年以降馬車鉄道は順次路面電車へと置き換えられていった。
その後もポツダム市電の路線網は拡大を続け、1930年代には5つの系統を有する規模となったが、第二次世界大戦の勃発による人員不足に加え、電力不足も重なり、大戦末期には路面電車の運営自体が全面的に停止する事態に陥った。そして1945年4月14日の空襲により、路面電車を含むポツダム市の交通施設の90 %が破壊される甚大な被害を受け、終戦直後はこれらの復旧に労力が費やされた。1946年までに復旧は完了したものの、1930年に開通した5号線のみ運行を再開することなく廃止されている。

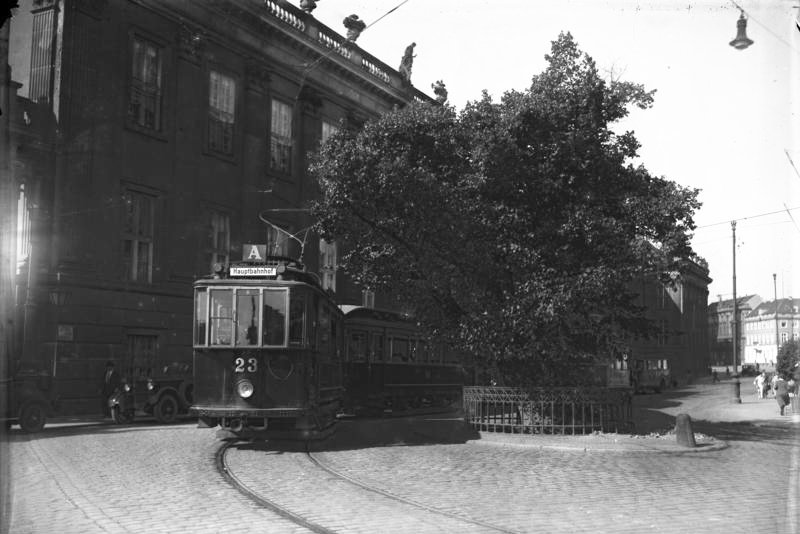
戦前のポツダム市電（1929年撮影）
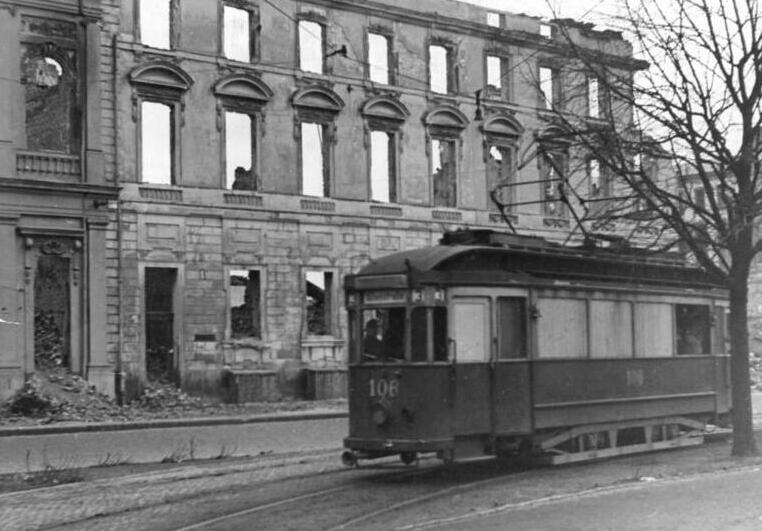
終戦直後のポツダム市電（1945年撮影）

戦後、東ドイツの路面電車となったポツダム市電では、1950年代に一部路線の廃止があったものの、以降は中心部の都市計画や郊外の住宅地の開発に伴い、路線の拡大が再度続いた。特に1980年代は1982年、1985年と2度にわたって延伸が行われ、総延長は30 %増加した。車両についても、1950年代以降東ドイツ国産の車両（LOWA形、ゴータカー）の導入が行われた一方、1974年にはチェコスロバキア（現：チェコ）のČKDタトラが開発した小型連接車のKT4Dの試作車が導入され、その成果を基に1977年から営業運転を開始した量産車によって、東ドイツ製の電車は置き換えられていった。

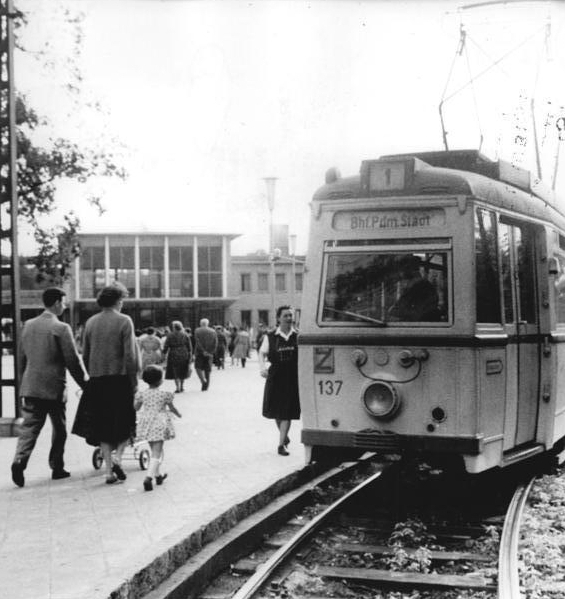
東ドイツ製のLOWA形（1961年撮影）
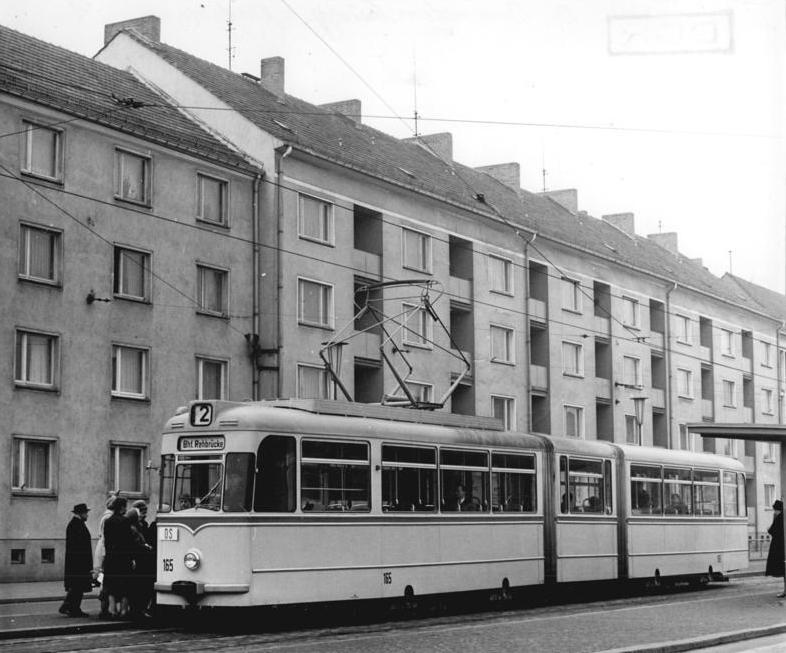
東ドイツ製のゴータカー（連接車、1965年撮影）
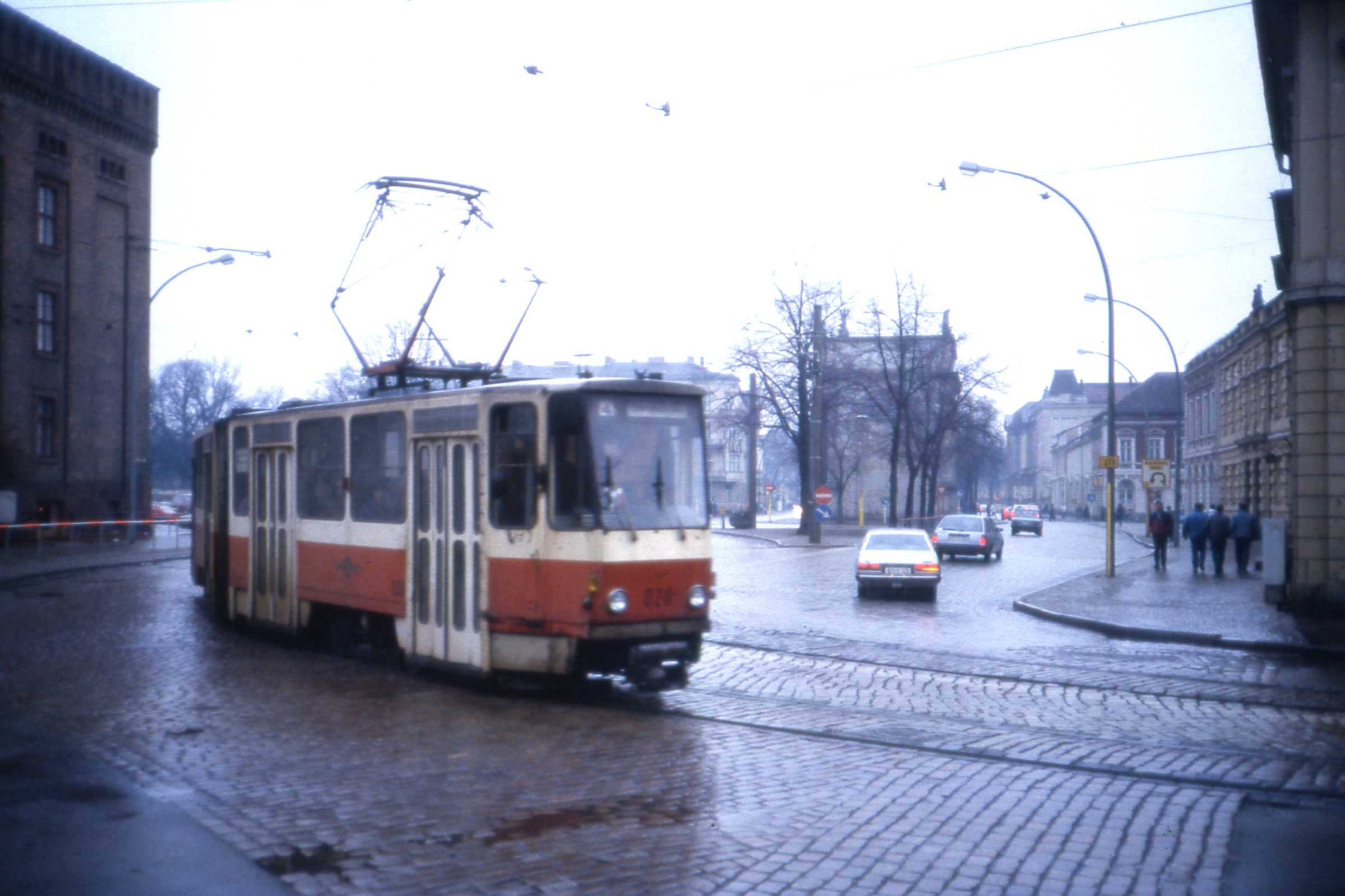
東ドイツ末期のポツダム市電（1990年撮影）

その後、ベルリンの壁崩壊による混乱の中で、ポツダム市電でも多数の労働者が西ドイツへ流出する事態となり、多くの系統が廃止、もしくは区間短縮に追い込まれた。また経済体制も大きく変化する中で、東ドイツ時代に路面電車の運営を行っていたポツダム市が運営するポツダム交通企業（Potsdamer Verkehrsbetrieb、PVB）は1990年に「ポツダム交通会社（Verkehrsbetrieb in Potsdam）」、通称「ViP」と言うブランド名を決定した後、翌1991年4月1日に同名の企業として再編され、1994年以降はポツダム市が出資する有限会社（GmbH）へ移行している。また、2000年以降は電力、水、ごみ処理などのインフラを担うポツダム市企業局（Stadtwerke Potsdom）の傘下企業となっている。
東西ドイツの再統一後、ポツダムでもモータリーゼーションの進展を始めとした要因により一時的に利用客の大幅な減少が見られたものの、ポツダム市では路面電車を市内の交通機関の中核と見なしており、市内の再開発に応じた改良工事や近代化工事が積極的に実施されている。延伸も積極的に行われており、最新の延伸区間は2017年12月に開通した北部のユングフェルンゼー大学（Campus Jungfernsee）方面の路線である。一方で車両については1990年代以降超低床電車の導入による東ドイツ時代の車両の置き換えやバリアフリーの向上が継続して行われており、1990年代から2000年代初頭にかけてはシーメンス製のコンビーノ、2010年代以降はシュタッドラー・レール製のバリオバーンが営業運転に投入されている。また、2015年には電気抵抗の減少によるエネルギー効率の向上を目的に、昇圧（600 V→750 V）が行われている。

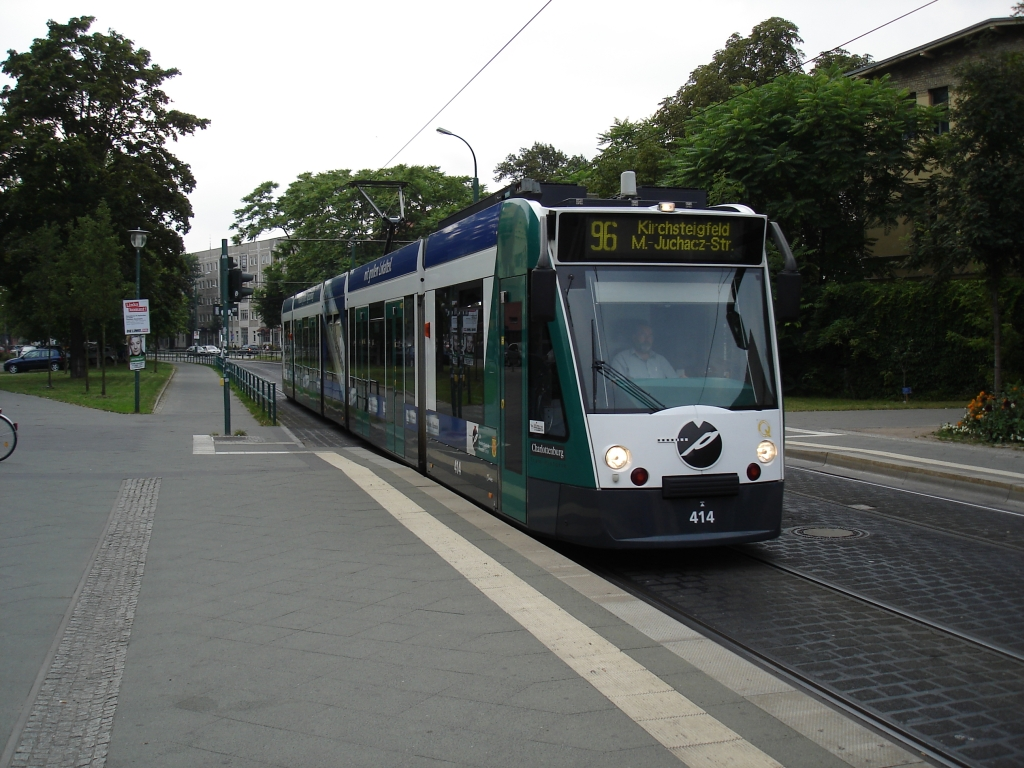
1990年代後半以降は超低床電車の導入が続いている（2005年撮影）

## 運用

### 系統
2020年10月現在、ポツダム市電では以下の7系統が運行しており、系統番号は90番台で統一されている。一部番号が欠番になっているのは1980年代以降の系統再編による廃止が理由である。
| 系統番号 | 起点                  | 終点                   | 備考・参考                                                 |
| -------- | --------------------- | ---------------------- | ---------------------------------------------------------- |
| 91       | Bhf Pirschheide       | Bhf Rehbrücke          | 早朝・深夜の一部列車は区間運転を実施                       |
| 92       | Kirschallee           | Marie-Juchacz-Str.     | 大半の列車はKirschallee - Bisamkiez間で運行                |
| 92       | Kirschallee           | Bisamkiez              | 大半の列車はKirschallee - Bisamkiez間で運行                |
| 93       | Glienicker Brücke     | Bhf Rehbrücke          | 早朝・深夜の一部列車は区間運転を実施                       |
| 94       | Bhf Pirschheide       | Fontanestr             | 週末ダイヤなど大半の列車はSchloss Charlottenhof電停始発    |
| 94       | Schloss Charlottenhof | Fontanestr             | 週末ダイヤなど大半の列車はSchloss Charlottenhof電停始発    |
| 96       | Campus Jungfernsee    | Marie-Juchacz-Str.     | 一部列車は区間運転を実施 始発列車は午前3時代に始発駅を発車 |
| 98       | Schloss Charlottenhof | Bhf Rehbrücke          | 平日(月曜-金曜)のみ運行                                    |
| 99       | Fontanestr.           | Platz der Einheit/Nord | 大半の列車はFontanestr. - Platz der Einheit/Nord間で運行   |
| 99       | Fontanestr.           | Bisamkiez              | 大半の列車はFontanestr. - Platz der Einheit/Nord間で運行   |

### 運賃
ポツダム市電を運営するポツダム交通会社は、同社を始めとしたベルリン州やブランデンブルク州の公共交通事業者が参加する公共交通共同体であるベルリン・ブランデンブルク運輸連合（VBB）に所属しており、運賃は同事業者が設定するゾーン制に基づいて設定されている。そのうちポツダム都市圏は独自に定められたゾーンが定められており、4電停間の乗車の場合の運賃は1回の乗車につき1.6ユーロ、それ以降の距離を乗車する場合は1.9ユーロとなっている。これら以外にもVBBでは4回乗車券や1日、7日、1ヵ月利用可能な乗車券の発行も行われている。

## 車両

### 現有車両
2021年現在、ポツダム市電では以下の3種類の車両が営業運転に用いられている。

#### タトラKT4D

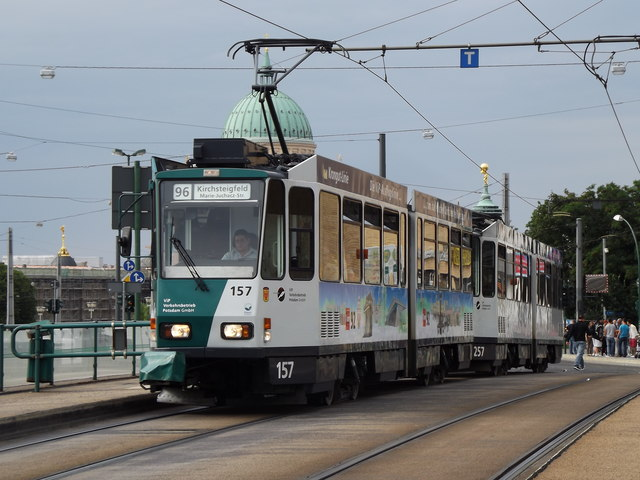
タトラKT4D（2012年撮影）

東ドイツ時代に導入された、チェコスロバキア（現：チェコ）のČKDタトラ製の小型2車体連接車。ポツダム市電は同形式が最初に導入された路線であり、ベルリン市電からの譲渡車も含めてそれまでの東ドイツ製の旧型電車を置き換え、主力車両として活躍した。超低床電車の増備に伴い廃車が進んでいるが、利用客の増加を受け2016年から2017年にかけて12両が延命を兼ねた更新工事が行われており、2020年代まで営業運転に用いられる事になっている。また、試作車のうち1両（001）については後述の通り動態保存が実施されている。

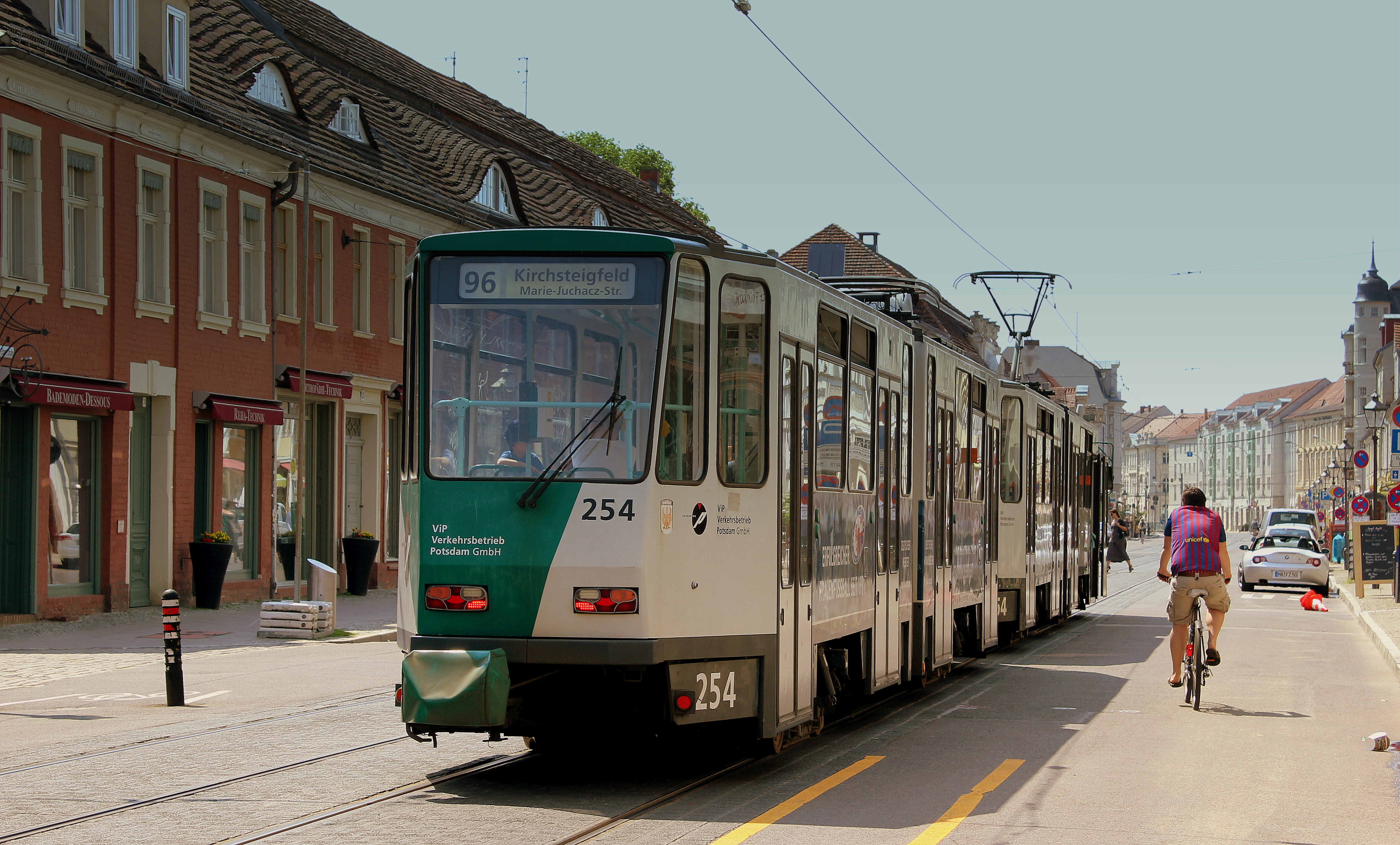
後方（2013年撮影）
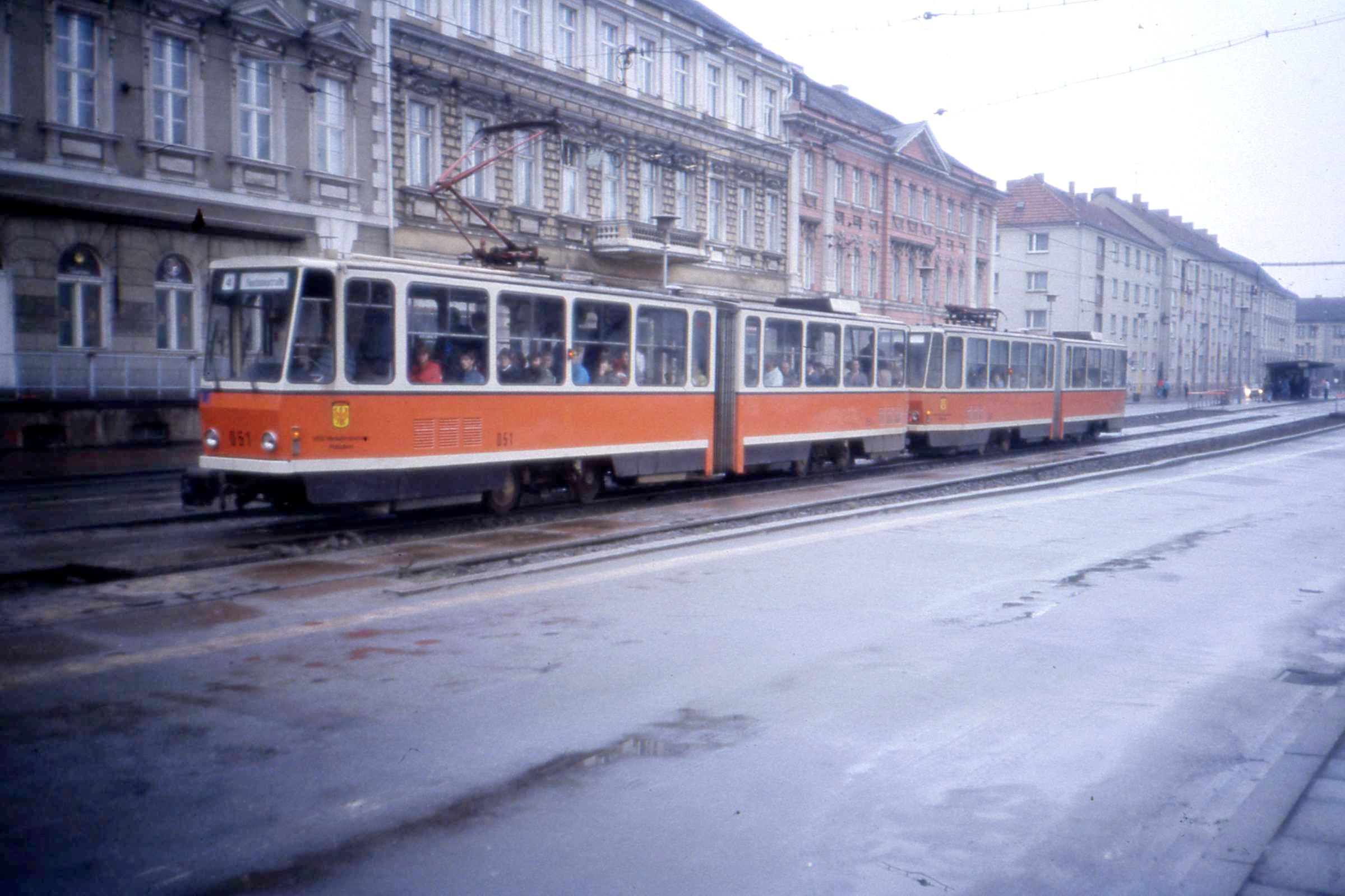
東ドイツ時代のタトラKT4D（1990年撮影）

#### コンビーノ

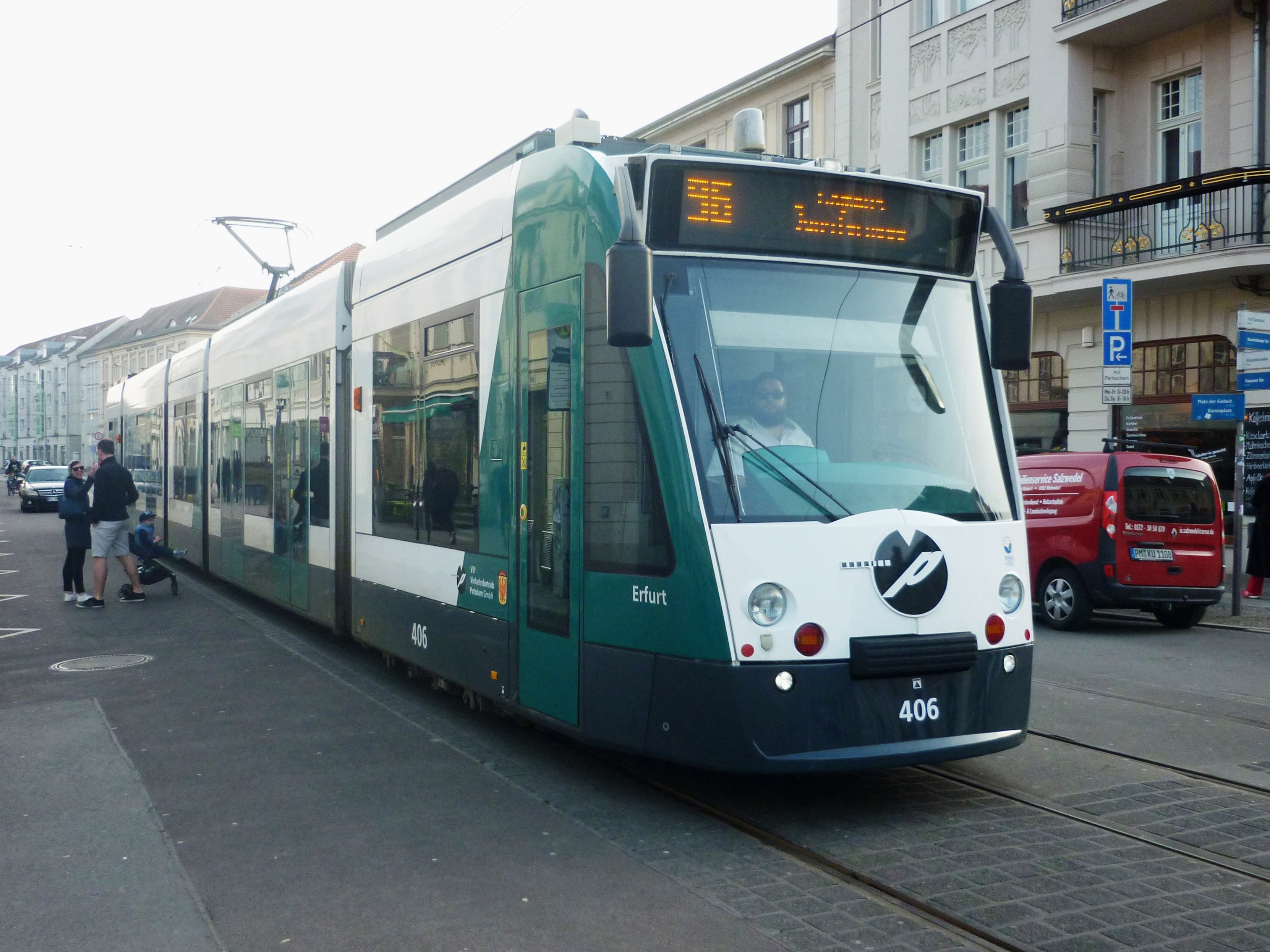
コンビーノ（5車体連接車、2018年撮影）

デュワグが開発し、同社を買収したシーメンスにより展開が行われた超低床電車。ポツダム市電はコンビーノが初めて導入された路線であり、1997年に試作車（4車体連接車）が試験を兼ねた営業運転に導入された後、翌1998年から量産車（5車体連接車）の本格的な営業運転を開始した。2021年現在は16両の量産車が営業運転に投入されており、うち8両は後年に7車体連接車への増結が行われている。

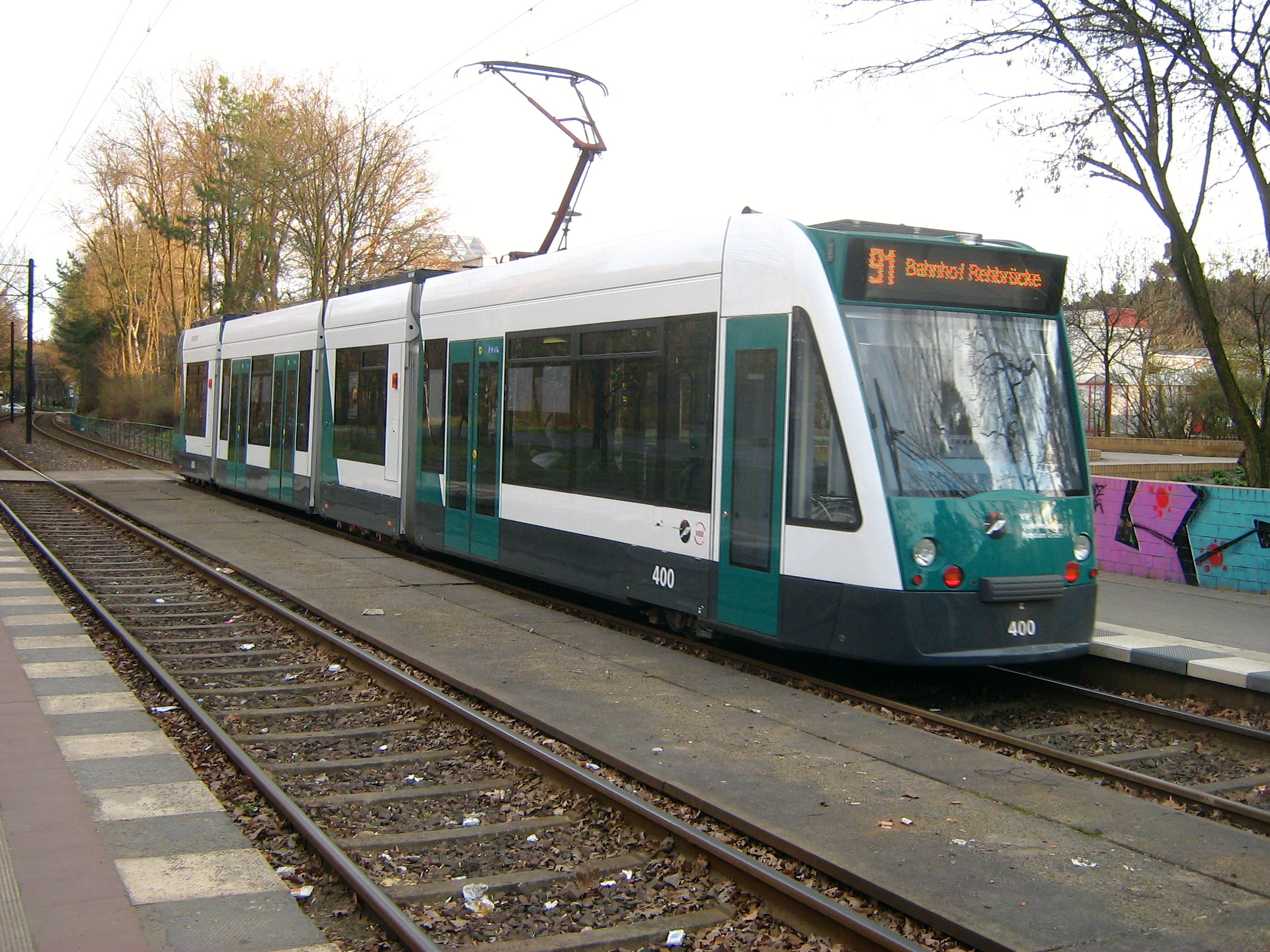
試作車（2010年撮影）
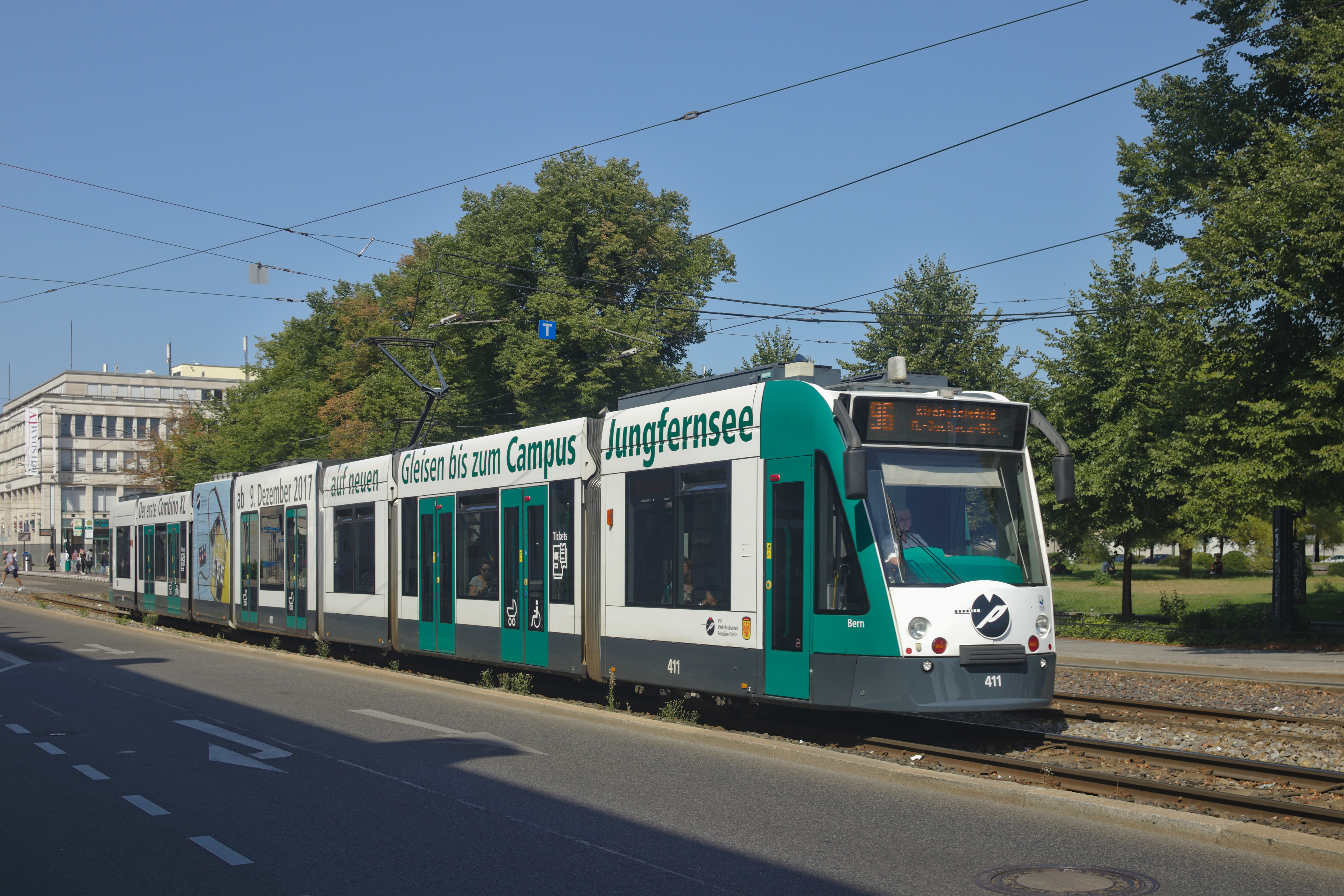
7車体連接車（2018年撮影）

#### バリオバーン

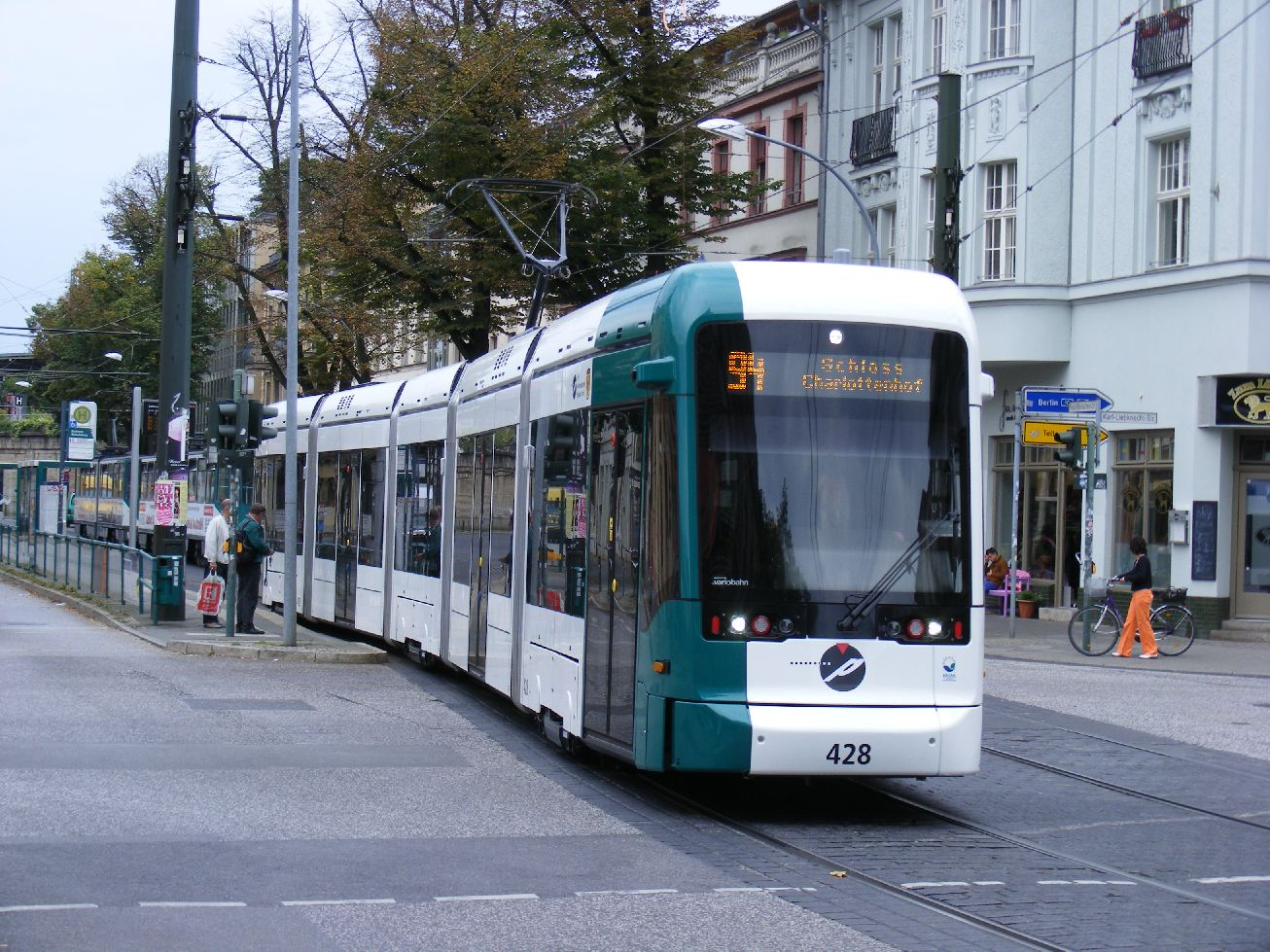
バリオバーン（2012年撮影）

コンビーノに続いて導入が実施された超低床電車。シュタッドラー・レール製の5車体連接車で2011年から導入が始まり、2021年現在は18両が在籍する。

### 導入予定車両
ポツダム交通会社は2020年10月に予備部品の提供や10年間のメンテナンスを含む新型超低床電車の導入に関する入札を発表し、2021年にシュタッドラー・レール製のトラムリンクを導入する事を決定した。これは車両長42 m、車幅2.3 m、最小通過半径19.5 m、6 ‰の勾配区間で走行可能な設計や性能を備えた7車体連接車で、最大定員は246人となる予定である。契約数は10両だがオプションで15両の追加発注が可能な契約となっており、2024年以降導入が実施される。

### 動態保存車両
ポツダム市電で使用されていた車両の一部については2021年現在も動態保存が可能な状態が維持されており、各種イベントや団体輸送などに用いられている。これらの車両の管理にはベルリン歴史交通保存協会（Denkmalpflege-Verein Nahverkehr Berlin e.V.）が携わっている。

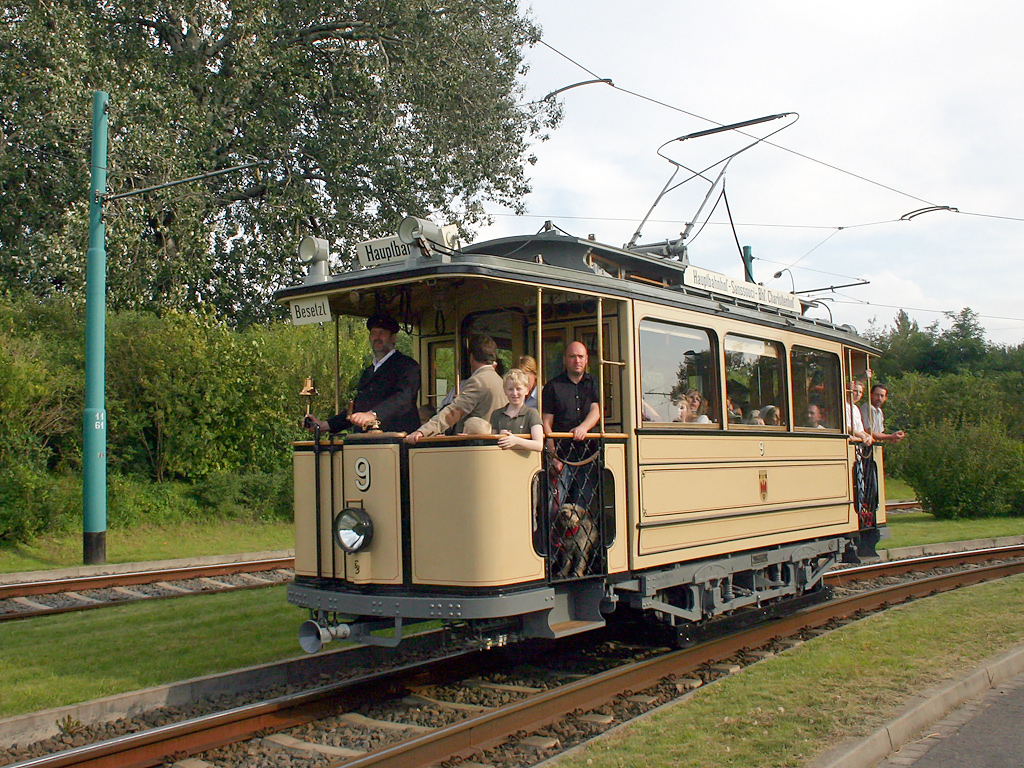
9 1907年製の2軸車 （2011年撮影）
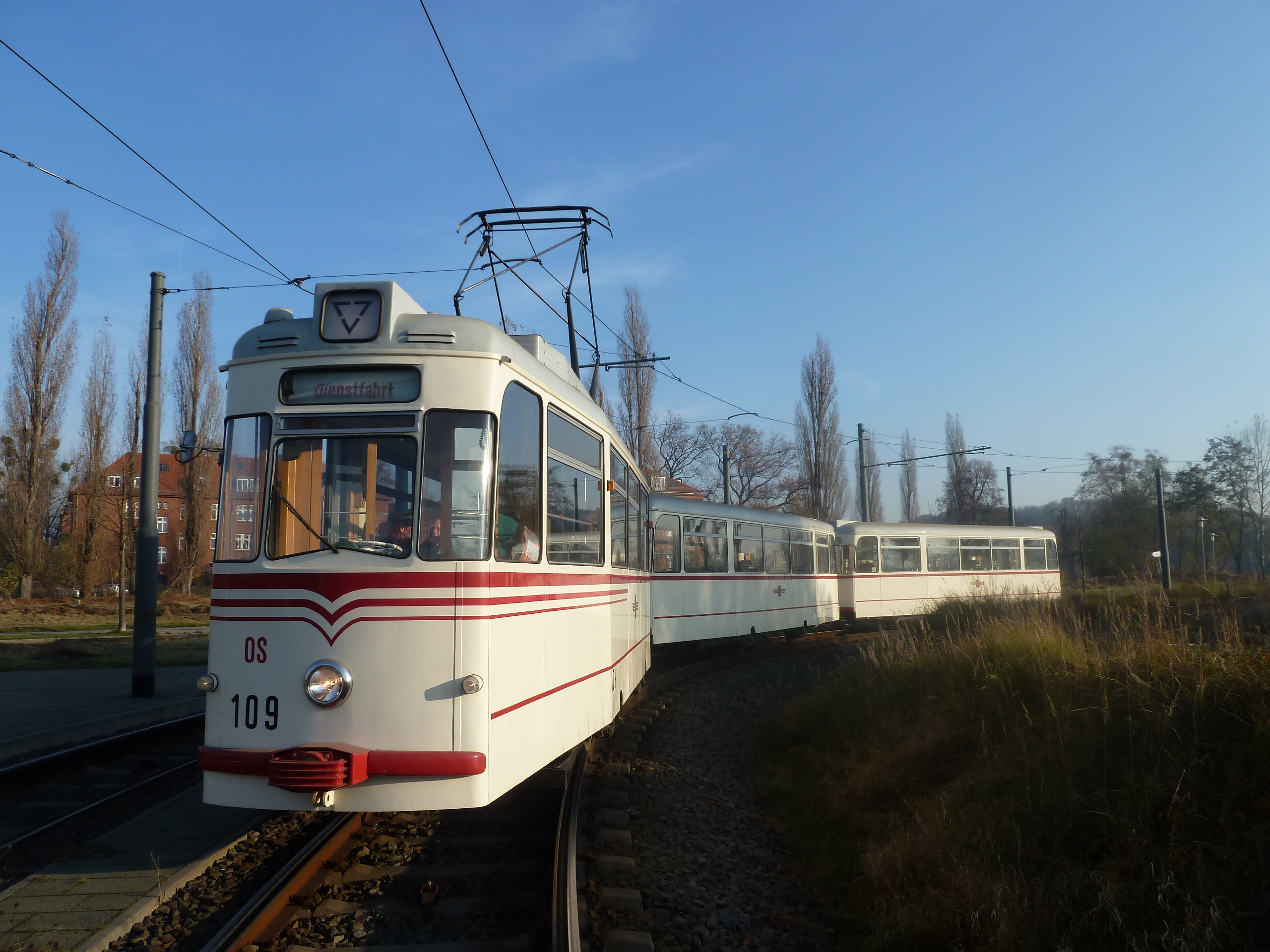
109 + 214 + 218 1965年、1969年製の2軸車（ゴータカー） （2011年撮影）
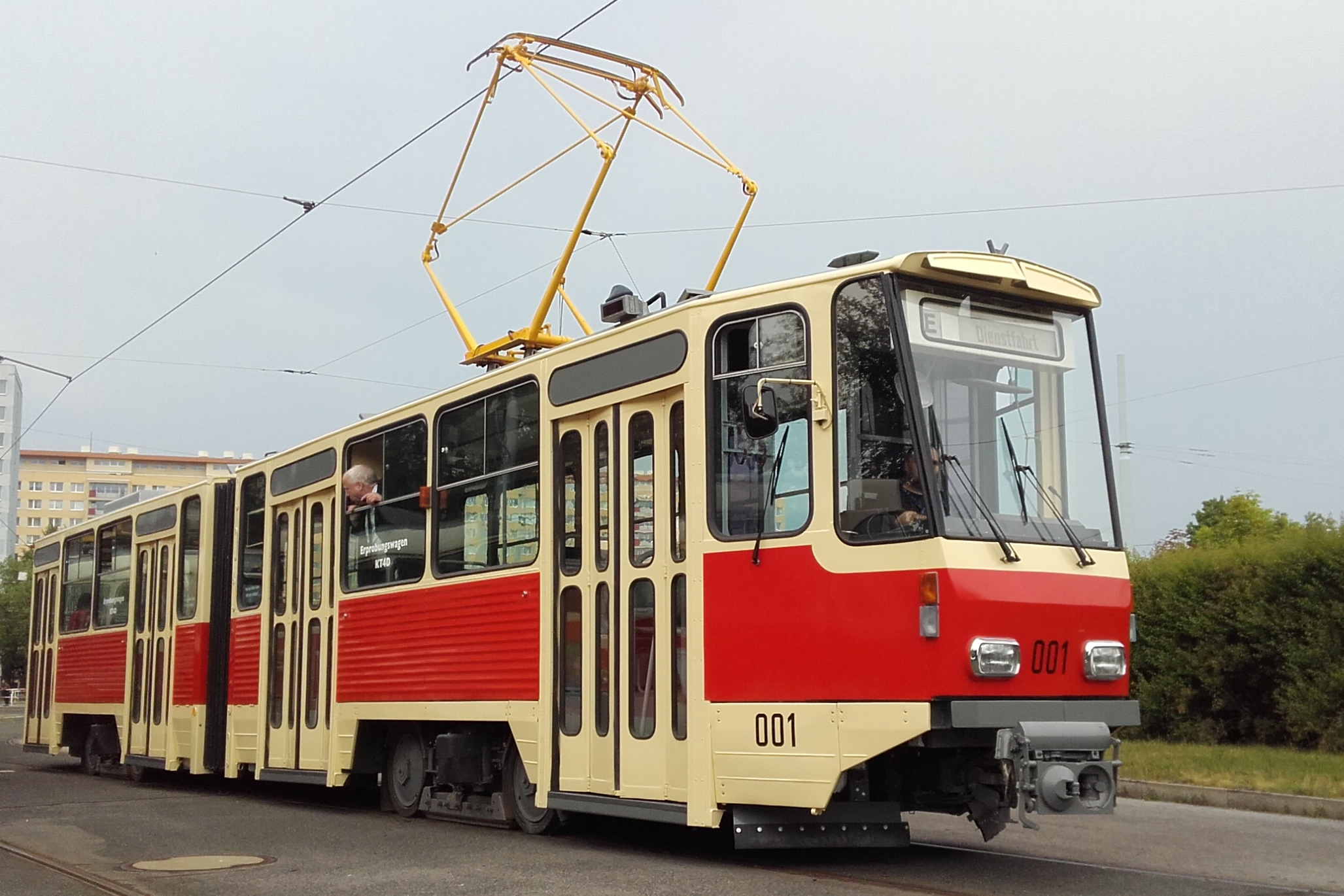
001 1972年製、タトラKT4の試作車 （2018年撮影）

## 参考資料
- Neil Pulling (2012年1月). "Systems Factcile No.52 Potsdam, Germany" (PDF). Tramways & Urban Transit No.889. 75: 19–22. 2021年4月27日閲覧。
- Denkmalpflege-Verein Nahverkehr Berlin e.V.; Arbeitsgruppe Potsdam (2014年). 100 Jahre Straßenbahn Von Potsdam nach Nowawes / Babelsberg (PDF) (Report). 2021年4月27日閲覧。
- 菊池悦朗「ポツダム市の交通政策と公共交通環境:その歴史と現況」『金沢大学大学教育開放センター紀要』金沢大学大学教育開放センター、2006年12月1日。ISSN 0389-7516。2021年12月15日閲覧。